# Felipa Jove
Felipa Jove Santos (La Coruña,1969) es la presidenta de la Fundación María José Jove y copresidenta de la Corporación Inveravante, tras el fallecimiento de su padre, Manuel Jove.

## Biografía
Felipa Jove cursó estudios de comercio exterior y relaciones internacionales, y realizó un máster en dirección de empresas de comercio internacional y un MBA en comercio internacional.
Su trayectoria profesional está ligada al Grupo Fadesa, donde tuvo distintas responsabilidades en su última década, como la dirección da Gestión de la División Patrimonial, que ejerció desde 1999 hasta 2002, cuando fue nombrada vicepresidenta, cargo que desempeñó hasta 2007.
Además, Felipa Jove es la presidenta de la Fundación María José Jove, que promueve acciones a favor de la infancia desde 2003, cuando fue constituida en recuerdo da su hermana María José, prematuramente fallecida.
El día 27 de abril de 2006, la Junta de Galicia aprobó un decreto de la Consejería de Educación por el que se nombraba a Felipa Jove como presidenta del Consejo Social de la Universidad de La Coruña (UDC), cargo que ocupó hasta agosto de 2008.
Ha sido reconocida con el Premio Mecenas Español 2022 que otorga la Fundación Callia.

## Vida personal
Felipa está casada y tiene una hija que se llama Amparo Arnott.